# Luis Posada Carriles
Luis Clemente Faustino Posada Carriles (Cienfuegos, 15 de fevereiro de 1928 — 23 de maio de 2018) foi um cubano, nacionalizado venezuelano, conhecido pelos pseudônimos de Basilio, Comisario Basilio e Bambi. Foi um ex-agente da CIA, acusado de terrorismo pelo governo cubano e pelo governo da Venezuela. É apontado como um dos responsáveis pelo atentado ao voo 455 da Cubana de Aviación, em 1976. É classificado por Cuba de "Bin Laden da América Latina".

## Biografia
Recebeu treinamento da CIA na Guatemala, onde eram instruídos paramilitares que se preparavam para a Invasão da Baía dos Porcos. Em informes da CIA ressalta-se que sabia manusear explosivos. Após servir ao Exército dos Estados Unidos nos anos de 1963 e 1964 foi recrutado pela CIA, em abril de 1965, para trabalhar como instrutor da agência na Flórida. Ainda em 1965 passou a trabalhar como informante para a CIA,onde ficou até o ano seguinte, e de 1968 até 1976 passou a ser informante no DISIP, órgão de inteligência da Venezuela. Juntamente com Orlando Bosch foi acusado por uma corte militar venezuelana, de participação na explosão de um avião comercial da Cubana de Aviación que sobrevoava Barbados em 1976, que matou os 73 passageiros. Escapou da prisão enquanto aguardava novo julgamento, que seria realizado em corte civil. Ao longo dos anos 1980, enquanto morava em El Salvador, integrou a rede montada por Oliver North para suprir com armas e dinheiro os Contras que trabalhavam em Nicarágua com o apoio da CIA para inviabilizar a Revolução Sandinista.
Em 2000, foi condenado por participar com Gaspar Jiménez, Pedro Remón e Guillermo Novo Sampol numa conspiração para assassinar Fidel Castro durante um encontro internacional no Panamá. Os quatro foram perdoados pela presidente panamenha, Mireya Moscoso, nos últimos dias de seu governo. Jiménez, Remón e Novo foram depois admitidos nos Estados Unidos.
Em 13 de abril de 2005, pediu asilo político aos Estados Unidos através de seu advogado. Tinha entrado nesse país de forma ilegal, através da fronteira mexicana. Em 3 de maio, o Supremo Tribunal de Justiça da Venezuela aprovou um pedido de extradição por Posada. No mesmo dia, o secretário-assistente do Departamento de Estado dos EUA, Roger Noriega, assegurou que Posada não estava nos Estados Unidos. Em 1997, ele organizou uma onda de atentados contra hotéis em Havana, que deixou um morto e vários feridos. Quando foi preso, os autores das explosões (todos os centro-americanos que entraram Cuba como turistas) confessaram agir por dinheiro e por Posada Carriles. Semanas mais tarde, o próprio Posada Carriles reconheceu publicamente, em entrevista a uma emissora de televisão em Miami, sendo o organizador dos atentados em Havana.
Em 17 de maio do mesmo ano, o Miami Herald conduziu uma entrevista com Posada na Flórida. Nesse mesmo dia ele foi detido. Posada tinha retirado sua solicitação de asilo e tentaria sair do território americano.
O presidente da Venezuela, Hugo Chávez, diante da suspeita de que Posada não seria extraditado pelos Estados Unidos, ameaçou fechar a embaixada nesse país. Em Cuba, marchas de protesto foram organizadas pela detenção e sua possível não-extradição. Em 28 de setembro de 2005, um juiz de imigração decidiu que Posada não poderia ser deportado para a Venezuela dado que ele poderia ser torturado lá.
Em 1960, quando foi para os Estados Unidos, Posada se casou como uma residente de Miami, com quem teve dois filhos. Até sua morte, vivia em liberdade restringida em Miami, onde frequentava abertamente reuniões para arrecadação de fundos de grupos de cubanos anticastristas e participava de protestos públicos contra o governo cubano.